# The Kennedy/Marshall Company
The Kennedy/Marshall Company è un'azienda statunitense fondata nel 1992 dai coniugi Kathleen Kennedy e Frank Marshall che si occupa di produzione cinematografica.

## Filmografia
- Alive - Sopravvissuti (Alive), regia di Frank Marshall (1993)
- Lezioni di anatomia (Milk Money), regia di Richard Benjamin (1994)
- Congo, regia di Frank Marshall (1995)
- La chiave magica (The Indian in the Cupboard), regia di Frank Oz (1995)
- The Sixth Sense - Il sesto senso (The Sixth Sense), regia di M. Night Shyamalan (1999)
- La neve cade sui cedri (Snow Falling on Cedars), regia di Scott Hicks (1999)
- La mappa del mondo (A Map of the World), regia di Scott Elliott (2000)
- The Bourne Identity, regia di Doug Liman (2001)
- Signs, regia di M. Night Shyamalan (2002)
- Seabiscuit - Un mito senza tempo (Seabiscuit), regia di Gary Ross (2003)
- Young Black Stallion, regia di Simon Wincer (2003)
- The Bourne Supremacy, regia di Tony Gilroy (2004)
- Munich, regia di Steven Spielberg (2005)
- Hoot, regia di Will Shriner (2006)
- The Bourne Ultimatum - Il ritorno dello sciacallo (The Bourne Ultimatum), regia di Paul Greengrass (2007)
- Lo scafandro e la farfalla (Le scaphandre et le papillon), regia di Julian Shnabel (2007)
- Persepolis, regia di Marjane Satrapi e Vincent Paronnaud (2007)
- Il curioso caso di Benjamin Button (The Curious Case of Benjamin Button), regia di David Fincher (2008)
- Spiderwick - Le cronache (The Spiderwick Chronicles), regia di Mark Waters (2008)
- Ponyo sulla scogliera (崖の上のポニョ), regia di Hayao Miyazaki (2008)
- Crossing Over, regia di Wayne Kramer (2009)
- L'ultimo dominatore dell'aria (The Last Airbender), regia di M. Night Shyamalan (2010)
- Hereafter, regia di Clint Eastwood (2010)
- Le avventure di Tintin - Il segreto dell'Unicorno (The Adventures of Tintin), regia di Steven Spielberg (2011)
- War Horse, regia di Steven Spielberg (2011)
- The Bourne Legacy, regia di Tony Gilroy (2012)
- Lincoln, regia di Steven Spielberg (2012)
- Si alza il vento (風立ちぬ), regia di Hayao Miyazaki (2013)
- Il GGG - Il grande gigante gentile (The BFG), regia di Steven Spielberg (2016)
- Sully, regia di Clint Eastwood (2016)
- Jason Bourne, regia di Paul Greengrass (2016)
- Assassin's Creed, regia di Justin Kurzel (2016)
- Jurassic World - La rinascita (Jurassic World Rebirth), regia di Gareth Edwards (2025)